# Feliciano Jone
Feliciano João Jone (Chimoio, 15 de novembro de 1996), conhecido apenas como Nené, é um futebolista moçambicano que atua como volante ou zagueiro. Atualmente defende o Black Bulls e a Seleção Moçambicana.

## Carreira em clubes
Nené estreou profissionalmente em 2015, no Textáfrica (equipe de sua cidade natal). Ele ainda teve uma passagem de 4 temporadas pelo Costa do Sol, onde foi campeão nacional em 2019. além de ter vencido uma Taça de Moçambique em 2017 e uma Supertaça, em 2020. Em dezembro de 2021, assinou com o Black Bulls.

## Seleção
Pela Seleção Moçambicana, estreou em junho de 2017, na vitória por 2 a 1 sobre Seicheles, pela Copa COSAFA. Marcou seu primeiro gol pelos Mambas em janeiro de 2023, na vitória por 3 a 2 sobre a Líbia.
Convocado para a Copa das Nações Africanas de 2023, disputou 2 jogos na competição, contra Egito e Gana, tendo saído do banco de reservas em ambos.

## Estatísticas
- Atualizado até até 22 de janeiro de 2024.[5]

| Moçambique | 2017  | 2     | 0     |       |       |       |    |   |
| Moçambique | 2019  | 7     | 0     |       |       |       |    |   |
| Moçambique | 2020  | 1     | 0     |       |       |       |    |   |
| Moçambique | 2021  | 3     | 0     |       |       |       |    |   |
| Moçambique | 2022  | 5     | 0     |       |       |       |    |   |
| Moçambique | 2023  | 8     | 1     |       |       |       |    |   |
| Moçambique | 2024  | 4     | 0     |       |       |       |    |   |
| Total      | Total | Total | Total | Total | Total | Total | 30 | 0 |

## Títulos
Costa do Sol
- Campeonato Moçambicano: 2019
- Taça de Moçambique: 2017
- Supertaça de Moçambique: 2020